# Glycosia nigra
Glycosia nigra är en skalbaggsart som beskrevs av Kometami 1940. Glycosia nigra ingår i släktet Glycosia och familjen Cetoniidae. Inga underarter finns listade i Catalogue of Life.